# 埃里克·厄尔维格
埃里克·厄尔维格（挪威語：Erik Ørvig，1895年9月3日—1949年10月8日），挪威男子帆船运动员。他曾代表挪威参加1920年夏季奥林匹克运动会帆船比赛，获得一枚金牌。他于1949年在卑尔根去世。